# Planície Litorânea do Brasil
A Planície Litorânea do Brasil, mais conhecida pelos geógrafos como Planície Costeira ou Planície Litorânea é uma planície situada ao longo do litoral brasileiro, possui aproximadamente 620 quilômetros de comprimento e cerca de 100 km de largura.
Ela estende-se a partir do Amapá, formando uma faixa descontínua e de largura irregular. Em certos trechos é bem larga, como no litoral do Maranhão, desaparecendo quase totalmente em outros, como no litoral sul, onde em determinados pontos a Serra do Mar alcança o oceano. Observam-se aí planícies isoladas, como as da Baixada Fluminense, Baixada da Ribeira do Aguapé, Baixada de Paranaguá, Baixada de Itajaí e a faixa litorânea do Rio Grande do Sul.
Essa planície litorânea pode se subdividir em planície oriental atlântica e planície setentrional da costa norte. A primeira esta altamente correlacionada ao desgaste do planalto atlântico e suas bacias orientais.
No estado do Piauí, os municípios que fazem parte desta costa litorânea fazem parte do território piauiense da Planície Litorânea .
1. ↑  «Territórios de Desenvolvimento do Piauí» (PDF). SEPLAN-PI. Consultado em 21 de julho de 2025